# Katzenbuck-Halde
Die Katzenbuck-Halde ist ein Naturschutzgebiet auf dem Gebiet der Gemeinde Ühlingen-Birkendorf im Landkreis Waldshut.

## Kenndaten
Das Naturschutzgebiet wurde mit Verordnung des Regierungspräsidiums Freiburg vom 6. November 1997 ausgewiesen und hat eine Größe von 46,7123 Hektar. Es wird unter der Schutzgebietsnummer 3.241 geführt. Der CDDA-Code für das Naturschutzgebiet lautet 164041 und entspricht der WDPA-ID.

## Lage und Beschreibung
Das Naturschutzgebiet Katzenbuck-Halde befindet sich auf dem Gebiet der Gemeinde Ühlingen-Birkendorf auf der Gemarkung Untermettingen mit einer Größe von rund 47 ha. Das Naturschutzgebiet erstreckt sich entlang der westexponierten Hänge des Steinatals vom Feuchtgebiet Winkelwiese über die Waldstücke Im Hölzle und Halde, den Steilhang der Vorderen Halde sowie den Katzenbuck bis zum Gewann Rummelhalden.
Das Naturschutzgebiet ist ein für die Muschelkalklandschaft des Wutachlandes repräsentativer Hangabschnitt mit schützenswerten Gründlandgesellschaften (Kalkmagerrasen, Glatthaferwiesen, Feuchtwiesen, Flachmoore), Gebüschen, Säumen, Waldrändern und Waldgebieten. Es bietet Lebensraum für eine Vielzahl seltener, zum Teil stark gefährdeter Tier- und Pflanzenarten.

## Schutzzweck
Wesentlicher Schutzzweck des Naturschutzgebietes ist die Erhaltung und Entwicklung des Gebiets
- als ein für die Muschelkalklandschaft des Wutachlandes repräsentativer Hangabschnitt mit schützenswerten Grünlandgesellschaften, Gebüschen, Säumen, Waldrändern und Waldgebieten
- als Lebensraum für eine Vielzahl seltener, z. T. stark gefährdeter Tier- und Pflanzenarten;
- als extensiv genutzter Hangbereich mit Magerrasen und Magerwiesen, deren Offenhaltung und Vernetzung gesichert werden sollen.

## Arteninventar
Im Naturschutzgebiet Katzenbuck-Halde wurden folgende Arten erfasst:
- Höhere Pflanzen/Farne

Anthericum liliago (Traubige Graslilie), Anthericum ramosum (Ästige Graslilie), Aquilegia vulgaris agg. (Artengruppe Gewöhnliche Akelei), Aster amellus (Kalk-Aster), Buphthalmum salicifolium (Weidenblättriges Ochsenauge), Campanula glomerata (Büschel-Glockenblume), Carex davalliana (Davalls Segge), Carex hostiana (Saum-Segge), Carex nigra agg. (Artengruppe Braune Segge), Carex pulicaris (Floh-Segge), Carlina acaulis (Stängellose Eberwurz), Cephalanthera damasonium (Weißes Waldvöglein), Cephalanthera longifolia (Schwertblättriges Waldvöglein), Cephalanthera rubra (Rotes Waldvöglein), Dactylorhiza maculata agg. (Artengruppe Geflecktes Knabenkraut), Daphne mezereum (Kellerhals), Dianthus carthusianorum (Karthäuser-Nelke), Epipactis helleborine agg. (Artengruppe Breitblättrige Stendelwurz), Filipendula vulgaris (Knollige Spierstaude), Genista germanica (Deutscher Ginster), Gentiana cruciata (Kreuz-Enzian), Gentianella ciliata (Fransen-Enzian), Juniperus communis (Gewöhnlicher Wacholder), Linum tenuifolium (Zarter Lein), Listera ovata (Großes Zweiblatt), Malus sylvestris (Holz-Apfel), Melampyrum arvense (Acker-Wachtelweizen), Melittis melissophyllum (Immenblatt), Monotropa hypopitys (Echter Fichtenspargel), Muscari botryoides (Kleine Traubenhyazinthe), Neottia nidus-avis (Nestwurz), Orchis mascula (Stattliches Knabenkraut), Orchis militaris (Helm-Knabenkraut), Orchis morio (Kleines Knabenkraut), Orthilia secunda (Nickendes Wintergrün), Peucedanum cervaria (Hirsch-Haarstrang), Peucedanum oreoselinum (Berg-Haarstrang), Phyteuma orbiculare agg. (Artengruppe Kugel-Teufelskralle), Platanthera bifolia (Weiße Waldhyazinthe), Platanthera chlorantha (Berg-Waldhyazinthe), Polygala amarella (Sumpf-Kreuzblume), Polygonatum odoratum (Salomonssiegel), Primula veris (Arznei-Schlüsselblume), Thesium bavarum (Berg-Leinblatt), Trifolium montanum (Berg-Klee), Trollius europaeus (Trollblume)
- Schmetterlinge

Callophrys rubi (Grüner Zipfelfalter), Boloria dia (Magerrasen-Perlmuttfalter), Coenonympha arcania (Weißbindiges Wiesenvögelchen), Coenonympha glycerion (Rotbraunes Wiesenvögelchen), Colias alfacariensis (Hufeisenklee-Gelbling), Colias hyale (Weißklee-Gelbling), Cupido minimus (Zwerg-Bläuling), Cyaniris semiargus (Rotklee-Bläuling), Erebia aethiops (Graubindiger Mohrenfalter), Erebia medusa (Rundaugen-Mohrenfalter), Erynnis tages (Kronwicken-Dickkopffalter), Euphydryas aurinia (Goldener Scheckenfalter), Hamearis lucina (Schlüsselblumen-Würfelfalter), Hesperia comma (Komma-Dickkopffalter), Lycaena tityrus (Brauner Feuerfalter), Maculinea arion (Schwarzfleckiger Ameisen-Bläuling), Melitaea britomartis (Östlicher Scheckenfalter), Melitaea cinxia (Wegerich-Scheckenfalter), Mellicta athalia (Wachtelweizen-Scheckenfalter), Melitaea parthenoides (Westlicher Scheckenfalter), Papilio machaon (Schwalbenschwanz), Plebicula thersites (Esparsetten-Bläuling), Pseudophilotes baton (Graublauer Bläuling), Pyrgus malvae (Kleiner Würfel-Dickkopffalter), Pyrgus serratulae (Schwarzbrauner Würfel-Dickkopffalter), Spialia sertorius (Roter Würfel-Dickkopffalter)
- Geradflügler

Chorthippus dorsatus (Wiesengrashüpfer), Chrysochraon brachyptera (Kleine Goldschrecke), Mecostethus parapleurus (Lauchschrecke), Platycleis albopunctata (Westliche Beißschrecke), Stenobothrus lineatus (Heidegrashüpfer)